# Шверинген
Шверинген (њем. Schweringen) општина је у њемачкој савезној држави Доња Саксонија. Једно је од 36 општинских средишта округа Нинбург (Везер). Према процјени из 2010. у општини је живјело 848 становника. Посједује регионалну шифру (AGS) 3256028.

## Географски и демографски подаци
Шверинген се налази у савезној држави Доња Саксонија у округу Нинбург (Везер). Општина се налази на надморској висини од 20 метара. Површина општине износи 19,5 km². У самом мјесту је, према процјени из 2010. године, живјело 848 становника. Просјечна густина становништва износи 43 становника/km².